# بيتر بيل (ملحن)
بيتر بيل (بالألمانية: Peter Piel) (و. 1835 – 1904 م) هو ملحن ألماني، توفي في بوبارد، عن عمر ناهز 69 عاماً.

## روابط خارجية
- بيتر بيل على موقع ميوزك برينز (الإنجليزية)